# Cordebugle
Cordebugle é uma comuna francesa na região administrativa da Normandia, no departamento Calvados. Estende-se por uma área de 9,17 km². Em 2010 a comuna tinha 169 habitantes (densidade: 18,4 hab./km²).